# نظام بناء لقاح جزئي في المختبر
«بناء لُقاح جزئيّ في المُختَبَر» وَبالإنكليزيَّة: modular immune in vitro construct، اختصارًا: MIMIC، هو نظام اصطناعيّ مُحاكٍ للنظام المناعيّ البشريّ. وله تطبيقات في مجال تطوير اللُّقاحات.
تؤخذ كُريَّات الدم البيضاء، وَخاصَّةً خلايا الدم المُحيطيَّة وحيدة النواة وَالَّتي تتضمَّن الخلايا التائيَّة وَالخلايا البائيَّة من متبرعين بشريين وَتوضع في أنابيب تحوي أنسجة مُصَمَّمَة خِصِّيصًا، ومصنوعة من الكولاجين، حيث يتم تطويرها في نظام مناعيّ صغير ولكنّه عمليّ ويمكنه حمل ما يُقارِب التسعة عشر أنبوبًا على صفيحة بحجم سطح البطاقات، سامحةً للعلماء باستخدام خلايا من ما يُقارِب المئة متبرع مختلف في وقتٍ واحدٍ.
لقد عوَّض نظام بناء اللُّقاح الجزئيّّ في المُختَبَر عن بعض الخطوات في عمليَّة تطوير اللُّقاحات الَّتي ستكون لولاه مُطَبَّقَة عبر التجارب على الحيوان وَوفَّرت للعلماء المزيد من السرعة وَالمُرونة بعكس الوسائل التقليديَّة. لكن نُقَّادُها مُهتمُّون بأنَّ هذا النظام قد يكون بسيطًا للغاية لِيُستخدَم بشكل واسع كما أَمِلَ مُطَوِّروه.
لقد طُوِّرَ نظام بناء اللُّقاح الجزئيّ في المُختَبَر من قِبَل فاكز ديزاين(بالإنكليزيَّة: VaxDesign) وأصبح متوفِّرًا للإستخدام في عام 2008.